# OGM Ormanspor
El Muğla Ormanspor es un equipo de baloncesto turco con sede en la ciudad de Muğla, que compite en la BSL, la primera división de su país.

## Historia
El club se estableció en 1971. En la temporada 2016-17, Ormanspor se proclamó campeón de la TB2L, la tercera división del país, ascendiendo a la TBL, el segundo nivel. La temporada siguiente, Ormanspor terminó undécimo en la clasificación. El 14 de junio de 2019, Ormanspor ascendió a la Basketbol Süper Ligi como ganador de los play-offs de la TBL. Era la primera vez que el equipo jugaba en el nivel más alto del baloncesto turco. El equipo venció al İTÜ en la fase final de la eliminatoria por 3-2.

## Posiciones en liga
| - 2013 - (1-TB3L) - 2014 - (4-TB3L) - 2015 - (7-TB3L) - 2016 - (7-TB2L) | - 2017 - (3-TB2L) - 2018 - (11-TBL) - 2019 - (3-TBL) - 2020 - (12-BSL) |

## Jugadores destacados
| - Yiğit Bektaş - Anıl Binici - Burak Burhan - Berkay Can - Umut Erol - Ayberk Güleryüz - Cem Han - Feyyaz İrdel - Alperen Tolga İzgin - Samed Kaygisiz | - Fatih Kızılca - Batu Kurtar - Tuğberk Maviş - Yiğit Emre Mirza - Orçun Okkalı - Enes Pehlivan - Evren Sönmezcan - Semih Yalçınkaya - William Coleman - Andrei Sirbu |